# Формула Карно

Фо́рмула Карно́ связывает сумму расстояний от центра описанной окружности треугольника до 3 его сторон и радиусов его вписанной и описанной окружностей.
Названа в честь французского учёного Лазара Карно (1753—1823).

## Формулировка
Пусть {\displaystyle D} — центр описанной окружности треугольника {\displaystyle ABC.}
Тогда сумма расстояний от {\displaystyle D} до сторон треугольника {\displaystyle ABC,} взятых со знаком минус, когда высота из {\displaystyle D} на сторону целиком лежит вне треугольника, будет равна:
{\displaystyle R+r},
где {\displaystyle r} — радиус вписанной окружности, {\displaystyle R} — описанной.
В частности:
{\displaystyle \pm DF\pm DG\pm DH=R+r}
при правильном выборе знаков:p.83.

## Другие формулировки
Формула Карно:
{\displaystyle R+r=k_{a}+k_{b}+k_{c}={\frac {1}{2}}(d_{A}+d_{B}+d_{C}),}
где {\displaystyle k_{a},k_{b},k_{c}} — расстояния от центра описанной окружности соответственно до сторон {\displaystyle a,b,c} треугольника
(они берутся со знаком в зависимости от того на какой стороне находится центр),
{\displaystyle d_{A},d_{B},d_{C}} — расстояния от ортоцентра соответственно до вершин {\displaystyle A,B,C} треугольника.
Расстояние от центра описанной окружности например до стороны {\displaystyle a} треугольника равно:
{\displaystyle k_{a}=a/(2\mathop {\rm {tg}} A);}
расстояние от ортоцентра например до вершины {\displaystyle A} треугольника равно:
{\displaystyle d_{A}=a/(\mathop {\rm {tg}} A).}
Если известны стороны треугольника {\displaystyle a,b,c}, то формула Карно принимает вид:
{\displaystyle R+r={\frac {abc+{\frac {1}{2}}(a+b-c)(a-b+c)(-a+b+c)}{\sqrt {(a+b+c)(a+b-c)(a-b+c)(-a+b+c)}}}}

### Замечания
- В доказательстве теоремы используется теорема Птолемея.
- Формулу Карно часто называют теоремой Карно[3].

## Следствия
- Японская теорема о вписанном многоугольнике:[3] Если вписанный {\displaystyle n}-угольник разрезать на {\displaystyle n-2} треугольникa непересекающимися диагоналями, то сумма радиусов их вписанных окружностей не зависит от способа разрезания.
  - Более того, выпуклый {\displaystyle n}-угольник является вписанным, если это условие соблюдается.

|                                                     |  |
| Суммы радиусов зелёных и красных окружностей равны. |  |